# Bazzookas
Bazzookas is een band geformeerd uit leden van The Palookas en VanKatoen, opgericht in 2009.
De Bazzookas spelen disco met de herkenbare ska afterbeat.
Op 22 november 2009 bracht de groep de eerste ep Supervette sixpack met de single Doe het dan Zelf uit. Het album Kaboem! werd in 2011 uitgegeven in combinatie met een stripalbum van Nozzman. In een uitverkocht Paradiso werd begin 2012 de live-dvd Groeten uit Paradiso opgenomen. Naast de dvd werd de registratie ook op vinyl uitgegeven. In oktober 2012 speelden de Bazzookas bij De Wereld Draait Door hun single Skanken. Toen in februari 2013 bekend werd dat koningin Beatrix zou aftreden, werd een YouTubeclipje bij het nummer Schuif es op ("Schuif es op Bea, nou mag ik") binnen twee dagen 100.000 keer bekeken en ook vertoond in het televisieprogramma Hart van Nederland van SBS6.
De Bazzookas spelen met hun Nederlandstalige nummers jaarlijks op grote internationale festivals, waaronder Glastonbury (UK), Concert at Sea (NL), Zwarte Cross (NL), Sziget festival (Hongarije), de Gentse Feesten (België), Blue Mountains festival (Australië), Reeperbahn festival (Duitsland) en Pohoda festival (Slowakije).

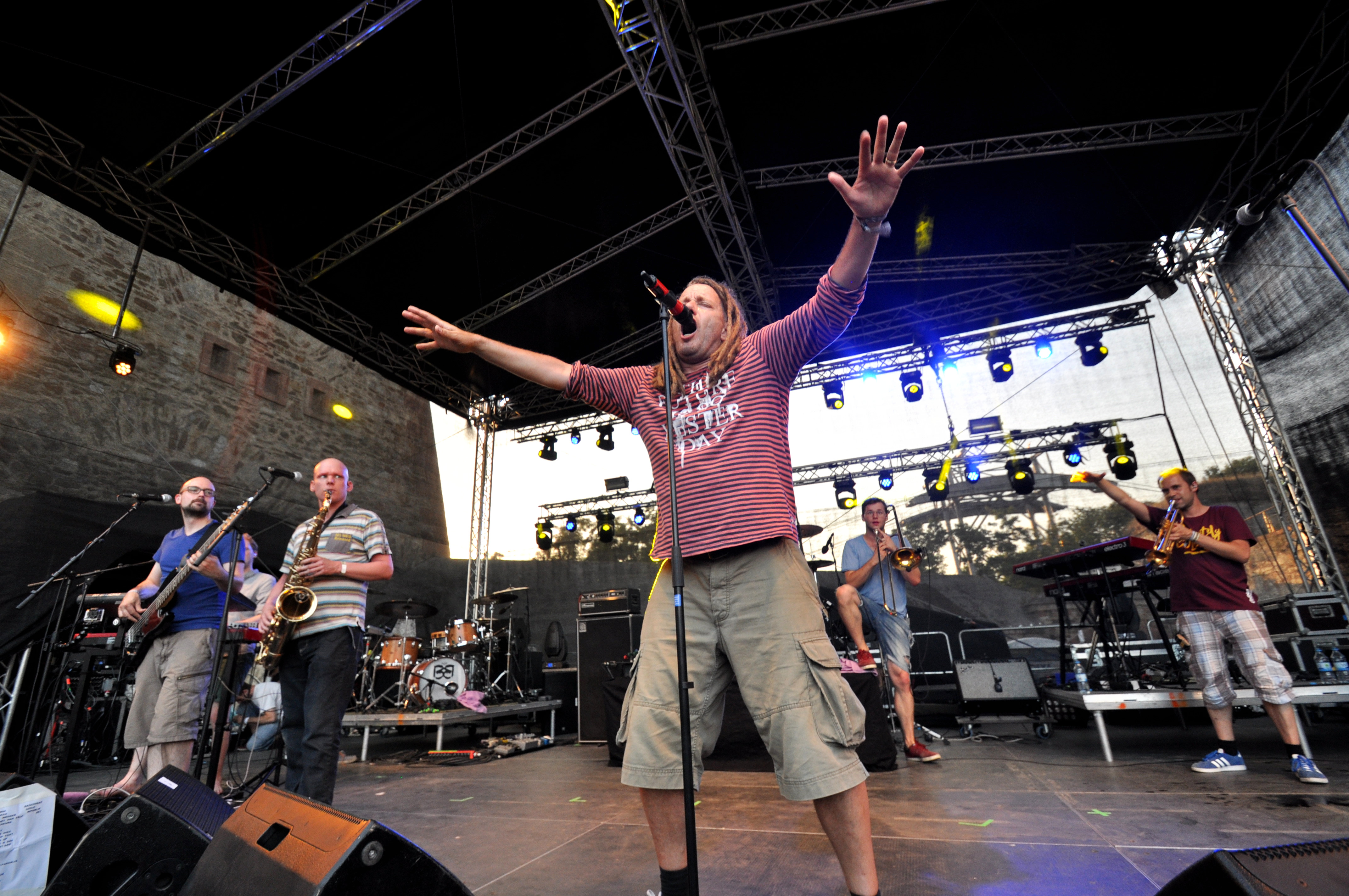
Bazzookas 2015

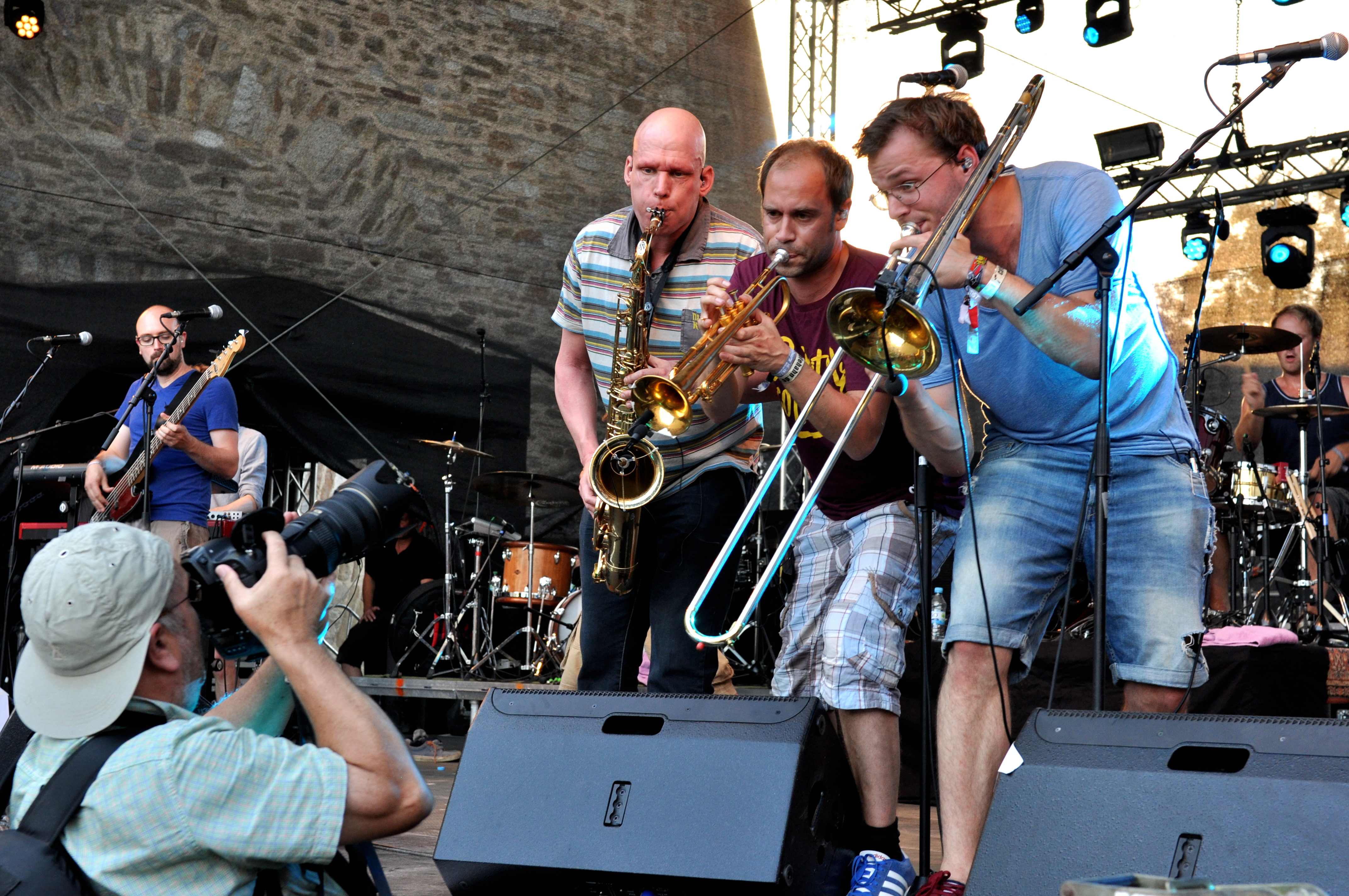
Bazzookas 2015

## Bandleden
- Bas "Bazz" Barnasconi - zang
- Marcel van Gastel - drums
- Bart Heijs - basgitaar
- Charles Dons - zang en gitaar
- Nathan Gutlich - toetsenist
- Bart Kroese - trompet
- Remco de Bont - trombone

## Discografie
| Jaar | Albumtitel                                                |
| ---- | --------------------------------------------------------- |
| 2024 | Single "Fight the Monster"                                |
| 2023 | Single "Fight the Monster ft. Ruslan Trochynskyi          |
| 2019 | Single "War ft. Brano Jobus"                              |
| 2019 | Single "War"                                              |
| 2019 | Single "Journey to Uranus"                                |
| 2018 | Single "Fiësta Bazzookas"                                 |
| 2017 | Single "Knallen met de kerst"                             |
| 2017 | Single "Stapelgek"                                        |
| 2017 | Single "Dansen"                                           |
| 2017 | Cd-album "Ska.world"                                      |
| 2015 | Single "Vertrouw me ft. Carel Kraayenhof"                 |
| 2014 | Single "Win win situatie"                                 |
| 2013 | Cd-album "Skaradio.nl"                                    |
| 2013 | Single "O O O"                                            |
| 2013 | Single "LIEG dat je van me houdt"                         |
| 2013 | Single "Skanken"                                          |
| 2012 | Single "Geen Violen"                                      |
| 2012 | Dvd/vinyl Groeten uit Paradiso Live opgenomen in Paradiso |
| 2011 | Cd-album Kaboem Eerste officiële album                    |
| 2009 | Ep Supervette sixpack met de single "Doe het dan Zelf"    |
| 2009 | Single "Doe het dan Zelf akoestisch ft. Geert Chatrou"    |